# Microhoria moroderi
Microhoria moroderi là một loài bọ cánh cứng trong họ Anthicidae. Loài này được Pic miêu tả khoa học năm 1930.